# Dunkle Waldschabe

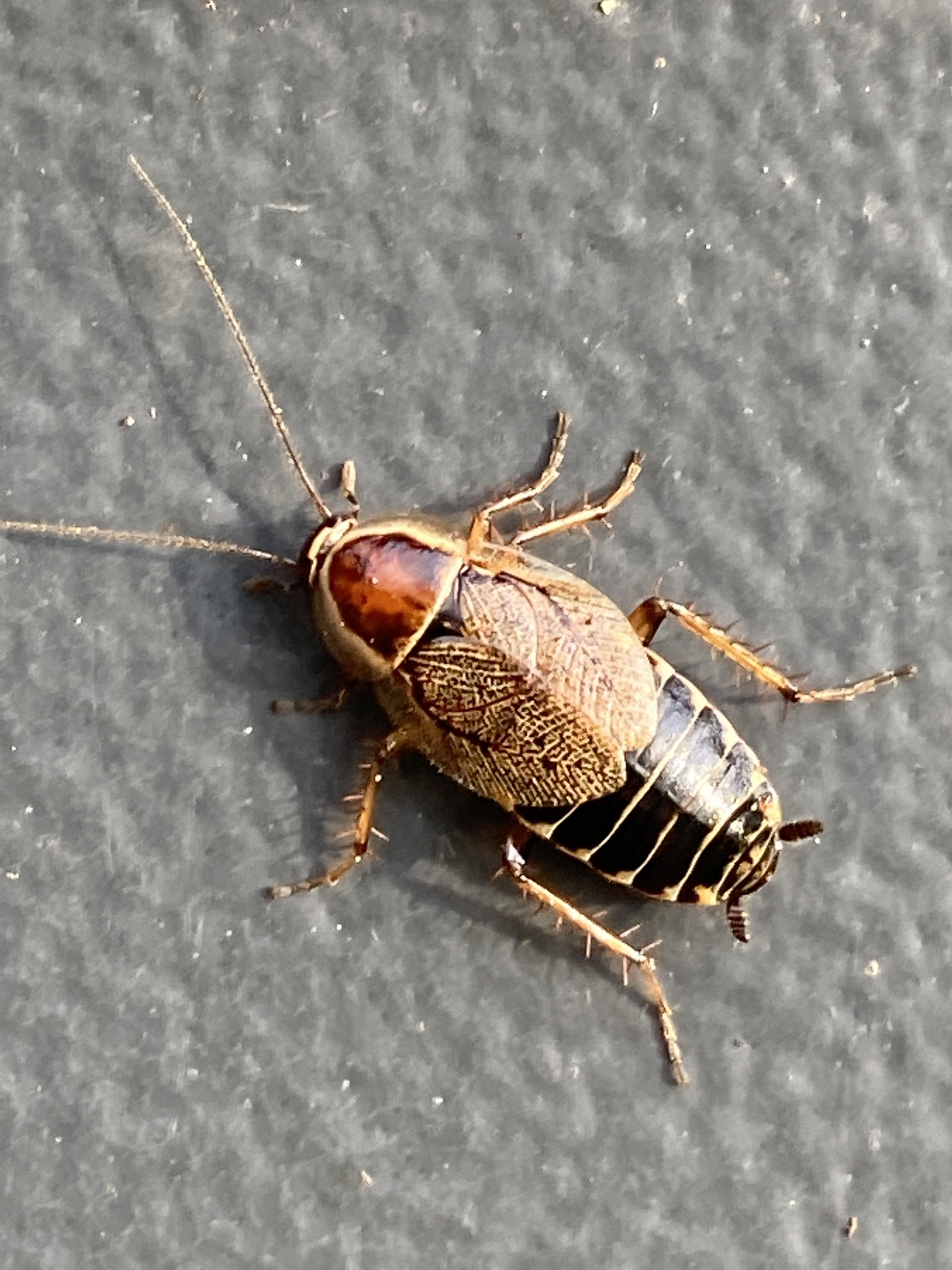
Ein weibliches Exemplar

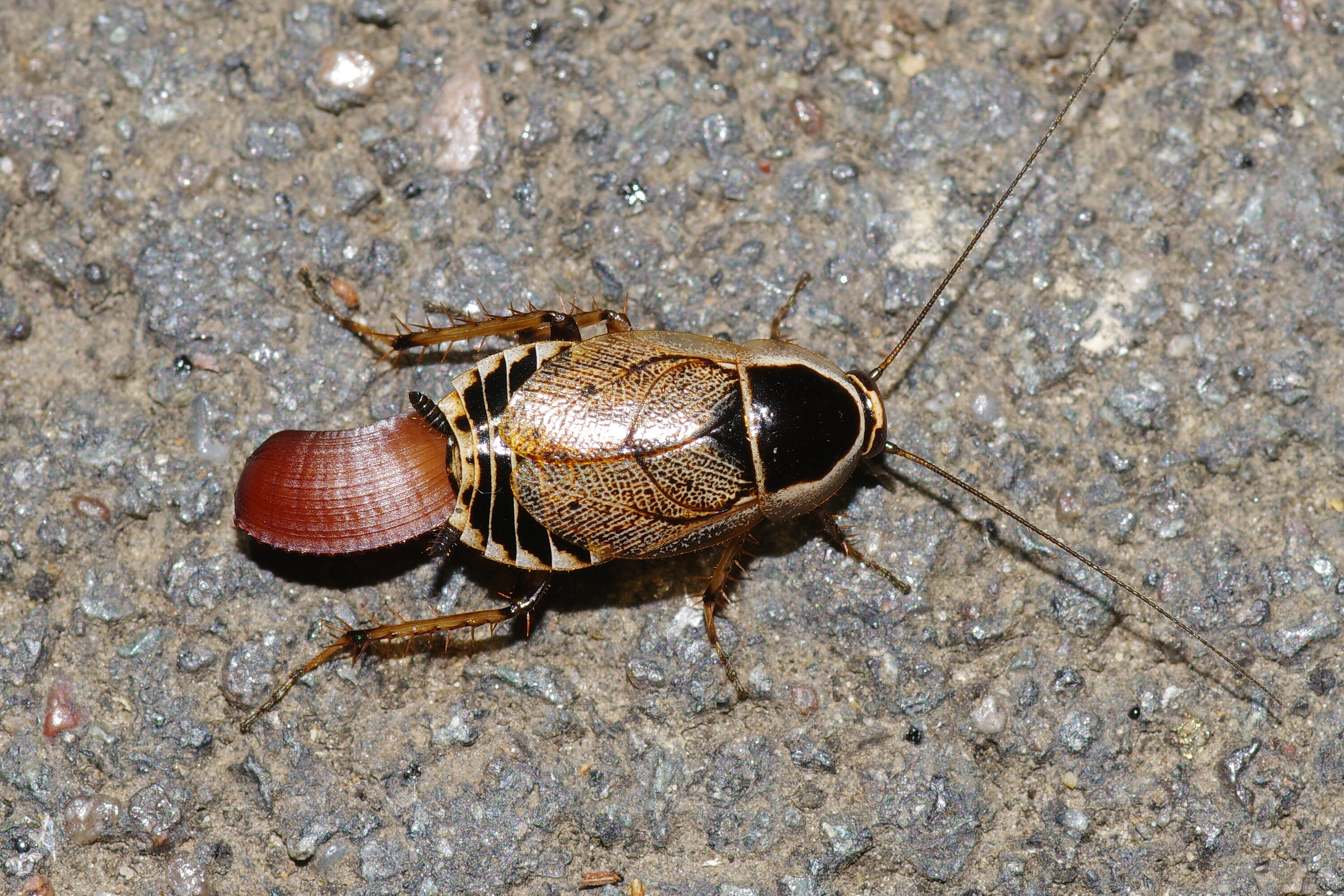
Weibchen mit Oothek

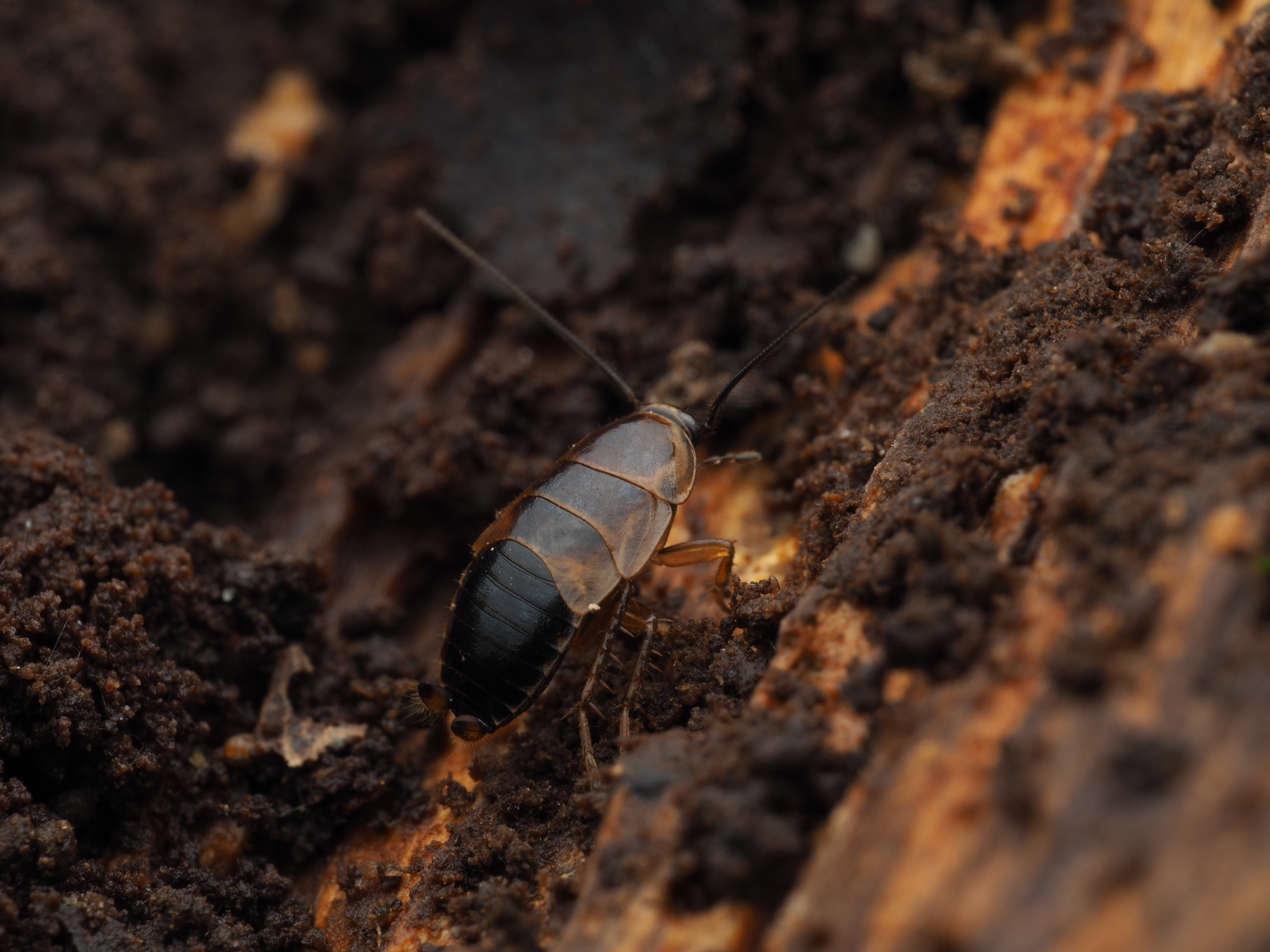
Eine Nymphe

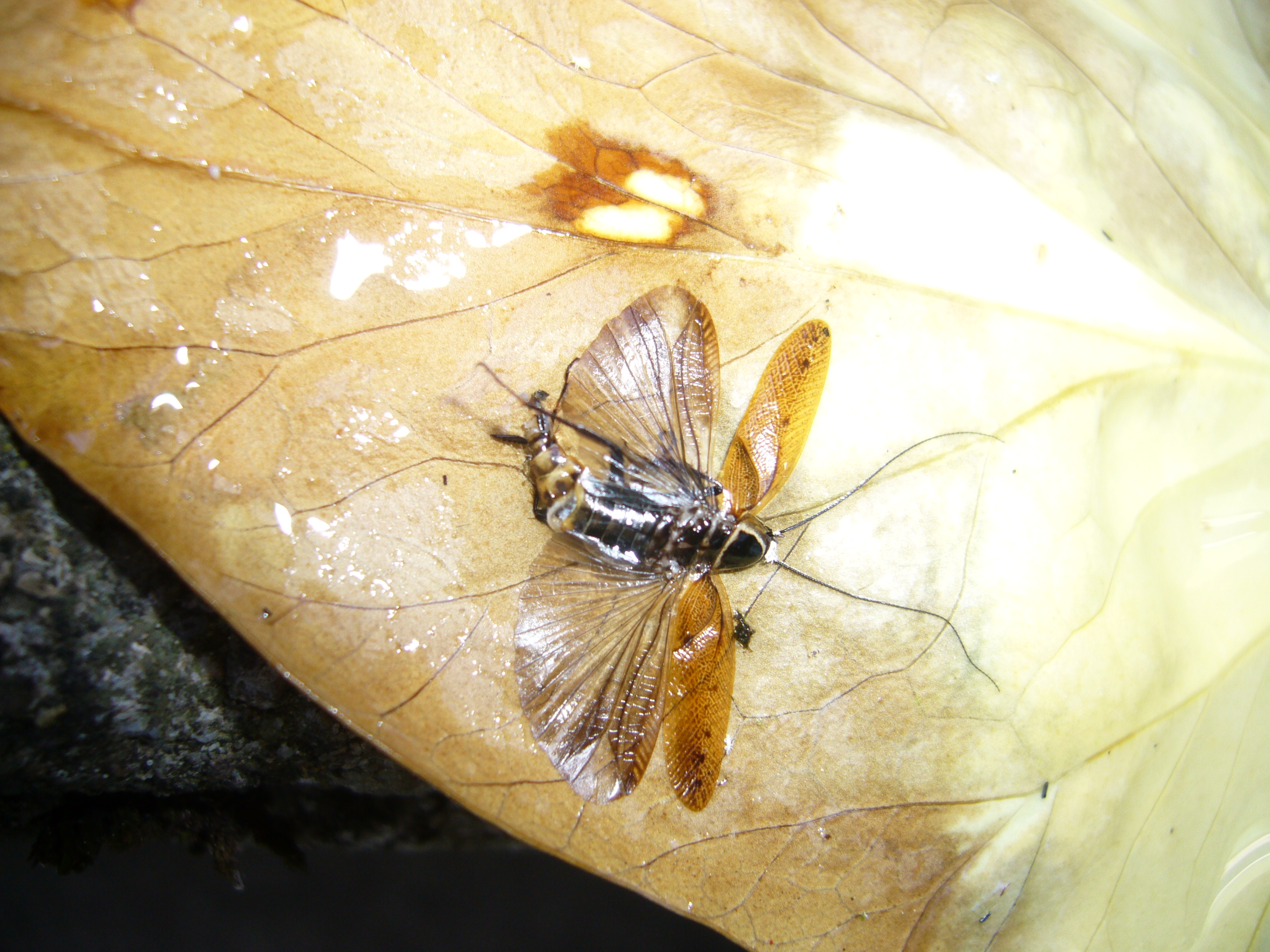
Bei diesem toten Männchen sind auch die Hinterflügel zu erkennen

Die Dunkle Waldschabe (Ectobius sylvestris), auch Echte Waldschabe oder Gewöhnliche Waldschabe genannt, ist eine Art der zu den Schaben gehörenden Waldschaben und weit in Europa verbreitet. Die Tiere leben häufig in Wäldern, an Waldrändern und Wiesen und sind nicht wie andere Schaben als Vorratsschädlinge bekannt.

## Merkmale
Die Körperlänge beträgt je nach Angabe 7–14 mm, meist werden 7,5–11 mm angegeben, im Bereich 9–11 mm stimmen alle Angaben überein. Die Männchen sind deutlich schlanker als die Weibchen und werden länger als diese. Die Deckflügel der Männchen sind voll entwickelt und ragen über das Körperende hinaus, während die Flügel der Weibchen stark reduziert sind und nur die Hälfte des Hinterleibs bedecken. Die Deckflügel der Männchen werden 10,7–11,3 mm lang, die der Weibchen nur 6,3–6,5 mm.
Die Färbung ist relativ dunkel, oftmals schwarz. Charakteristisch ist das einfarbig dunkelbraune bis schwarze Zentrum des Halsschildes (Discus). Auf dem Hinterrand des Halsschildes verläuft ein scharf begrenzter, heller Querstreifen. Die Deckflügel (Tegmina) sind bräunlich gefärbt und weisen in der Flügelmitte einige größere, dunkle Punkte auf.
Die Nymphen sind schwarz und weisen gelbe Flecken an den Seiten von Halsschild und ersten Hinterleibssegmenten auf. Die Ootheken besitzen etwa 17 starke Längsleisten.

### Ähnliche Arten
Bei der Deutschen Schabe (Blatella germanica) und der Braunbandschabe (Supella longipalpa) sind die Halsschilde anders gefärbt und die Dornen an den Femora der Mittel- und Hinterbeine wesentlich kräftiger ausgebildet.
Von der ähnlichen Glänzenden Waldschabe (Ectobius lucidus) unterscheidet sich die Art bei den Männchen durch die vollständig dunkle Halsschildscheibe (Discus), die bei E. lucidus nie ganz dunkel, sondern unterschiedlich aufgehellt und zuweilen ganz hell goldbraun ist. Die Drüsengruben der Männchen sind bei E. sylvestris außerdem im Umriss mehr oder weniger rundlich und bei E. lucidus im Umriss mehr oder weniger queroval. E. lucidus wird geringfügig größer, die Vorderflügellänge beträgt hier etwa 1 mm mehr. Bei den Weibchen weist die Halsschildscheibe bei E. lucidus in der Mitte immer einen gelblichen, verkehrt y-förmigen Makel auf, der E. sylvestris fehlt. Die Vorderflügel sind bei den Weibchen von E. lucidus 0,5 mm länger.
Bei den anderen heimischen Ectobius-Arten ist die Halsschildscheibe rundlich und nicht mehr oder weniger sinusförmig mit deutlichen Hinterecken. Zudem ist der Stylus (griffelartige „Schwänzchen“ der Männchen) bei den übrigen Arten größer und weist auf der Dorsalseite immer ein Schüppchenareal auf, während der Stylus bei E. sylvestris und E. lucidus klein ist und nur zerstreut stehende Haare, jedoch keine Schüppchen, aufweist. Auch fehlt den Weibchen der übrigen Arten eine auffällige helle Binde zwischen den Augen, im Scheitelbereich. Die Ootheken von E. pallidus und E. lapponicus sind zudem glatt oder nur fein längsgestreift, während die Oothek von E. vittiventris 30 Längsleisten aufweist. Lediglich die Ootheken von E. erythronotus besitzen ebenfalls 17 starke Längsleisten und ähneln somit denen von E. lucidus und E. sylvestris.

## Verbreitung
Das Verbreitungsgebiet der Art erstreckt sich von Westeuropa bis weit nach Russland hinein, eingeschleppt wurde die Art auch nach Nordamerika. Im Westen des Verbreitungsgebiets besiedelt die Art den äußersten Nordosten Spaniens, große Teile Frankreichs, die Beneluxstaaten, die Schweiz, Deutschland und Norditalien. Nördlich davon findet sie sich auch in Dänemark sowie im äußersten Süden Norwegens und Schwedens. Im östlichen Europa lebt die Art in Polen, Tschechien, der Slowakei, Österreich, Slowenien, Kroatien, Ungarn, Serbien, Bulgarien, Litauen, Lettland, Estland, der südlichen Hälfte Finnlands und im Nordwesten des Landes sogar bis zur schwedischen Grenze, Belarus, der Ukraine und Russland, hier nördlich bis ins Gebiet des Onegasees und östlich ungefähr in die Gegend von Jekaterinburg. In Nordamerika gibt es Vorkommen nordwestlich und südöstlich des Ontariosees und südlich des Eriesees, die ersten Vorkommen stammen aus dem Bundesstaat New York und werden auf das Jahr 1980 datiert.
In Deutschland ist die Art häufig zu finden, wie auch die nah verwandte Gemeine Waldschabe (Ectobius lapponicus).

## Lebensraum
Die Art wird häufig entlang von Waldrändern und Hecken gefunden, aber auch in lichten Wäldern, Heiden und Wiesen. Dabei steigt sie bis in subalpine und alpine Lagen hinauf.

## Lebensweise
Die Männchen der überwiegend tagaktiven Art sind flugfähig und fliegen nachts auch Lichtquellen an. Die Weibchen sind aufgrund der reduzierten Flügel nicht in der Lage zu fliegen.
Die Imagines kann man von Mai bis September häufig auf Büschen und in der Krautschicht an Waldwegen finden, auch in der Laubstreu von Wäldern. Gelegentlich dringen die Tiere auch in Wohnungen ein, dabei handelt es sich jedoch nicht um Vorratsschädlinge, sondern einzelne, verirrte Tiere. Die Ernährung besteht aus verrottenden Pflanzenteilen.
In Mitteleuropa beträgt die Entwicklungszeit vom Ei bis zur Imago zwei Jahre. Nach der Paarung werden die Ootheken von den Weibchen an für die Entwicklung der Nymphen geeigneten Plätzen abgelegt, z. B. in der Laubschicht am Boden. Die Nymphen durchlaufen 5 bis 6 Entwicklungsstadien. Die Überwinterung erfolgt an geschützten Stellen in der Bodenschicht.

## Taxonomie
Die Art wurde 1761 von Nicolaus Poda von Neuhaus unter dem Namen Blatta sylvestris erstbeschrieben. Neben dem Nominotypischen Taxon wurde noch die Unterart Ectobius sylvestris discrepans Adelung, 1917 beschrieben.